# Нечуйвітер зубчастий
Нечуйвітер зубчастий (Hieracium dentatum) — вид рослин з родини айстрових (Asteraceae), поширений у Європі від Франції до України.

## Опис
Багаторічна рослина висотою 20–50 см. Прикореневі листки черешкові, зазвичай виїмчасто пильчато-зубчасті, вкриті густими волосками 1–3 мм завдовжки. Стеблових листків 2–5. Листочки обгорток притиснуті, густо вкриті волосками 1–3 мм завдовжки.

## Поширення
Поширений у Європі від Франції до України.
В Україні вид зростає на схилах і кам'янистих місцях — у Карпатах.